# گرمکان و نوداردشیرگان

نقشه شمال بین‌النهرین و اطراف آن در اواخر ساسانیان

گرمکان و نوداردشیرگان یکی از استان‌های اواخر دوره ساسانیان در شمال عراق امروزی بود. این استان ترکیبی از دو استان گرمکان و نوداردشیرگان بود. این استان برای نخستین بار در آثار بازمانده نسطوری در سال ۴۱۰ ذکر شده است. شهرهای اصلی استان کرکوک و اربیل بودند که به عنوان مقر مطران نسطوری عمل می‌کردند. این استان در سال ۶۳۷ در جریان حمله اعراب به ایران اشغال شد.